# 다잉 개스프
다잉 개스프(dying gasp)는 정전이 발생할 때 DSL 접속장치(digital subscriber line access multiplexer, DSLAM)에 가입자 댁내 장치(customer premises equipment, CPE) DSL 장치에 의해 보내진 메시지(또는 신호)이다. 다잉 개스프와의 DSL 인터페이스는 메시지가 외부전원 없이 보내질 수 있도록 또 다른 소스로부터 짧은 기간을 위한 힘을 유도하여야 한다. 다잉 개스프 메시지는 세션을 끝낼 것이고 새로운 세션은 전원 회복과 모뎀이 재교육 받자마자 만들어질 수 있을 것이다. 
다잉 개스프는 전력 상태 비트로서 ITU-T 권고안 G.991.2(12/2003)의 부분 7.1.2.5.3에 인용된다.

## 같이 보기
- 수동 광통신망